# Ivan Mazepa

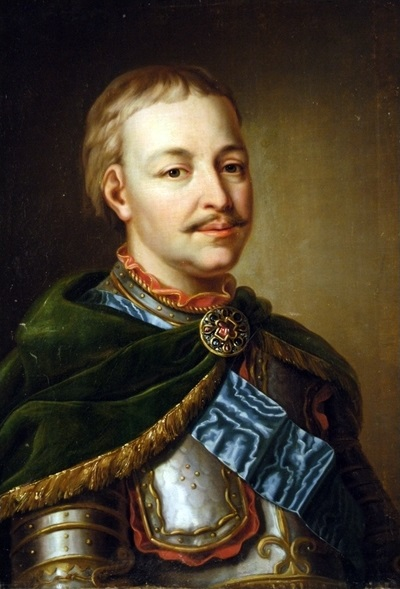

Ivan Stepanovytsj Mazepa (Oekraïens: Іван Степанович Мазепа, historisch gespeld als Mazeppa) (nabij Bila Tserkva, 20 maart 1639 — Bender, 2 oktober 1709) was een Kozakkenhetman van het hetmanaat in Linkeroever-Oekraïne.

## Biografie

### Jonge jaren
Mazepa werd geboren in de omgeving van Bila Tserkva, dat destijds behoorde tot het Pools-Litouwse Gemenebest. Hij kwam uit een adellijke familie. Mazepa volgde een opleiding aan de Nationale Universiteit Kiev-Mohyla Academie en vervolgens aan een jezuïetencollege in Warschau. Vanaf 1659 diende hij aan het hof van de Poolse koning Jan II Casimir.

### Als Kozak
Van 1669 tot 1673 was Mazepa een Kozak onder leiding van hetman Petro Dorosjenko en van 1674 tot 1681 onder hetman Ivan Samojlovitsj. Al snel verwierf Mazepa een steeds hogere rang tussen de Kozakken. Tussen 1682 en 1686 was hij generaal. 
In 1687 beschuldigde Mazepa Samojlovitsj ervan plannen te hebben om zich van de Russen af te scheiden. Samojlovitsj verloor zijn rang en Mazepa werd de nieuwe hetman van Linkeroever-Oekraïne.
Langzaam verkreeg Mazepa een steeds groter fortuin en werd hij een van Europa’s grootste landeigenaren. Tijdens zijn regeerperiode werden in Oekraïne veel kerken gebouwd in de Oekraïense barokstijl. Tevens liet hij de Nationale Universiteit Kiev-Mohyla Academie uitbreiden tot een capaciteit van 2000 studenten. Veel Kozakken ergerden zich echter aan de autoritaire regering van de hetmannen. 
In 1702 besloten de Kozakken van Rechteroever-Oekraïne in opstand te komen onder leiding van hetman Semen Pali. Mazepa overtuigde de Russische tsaar Peter I van Rusland om hem de opstand te laten beëindigen, wat hij met succes deed. Mazepa liet Pali gevangennemen en naar Siberië verbannen.

### Grote Noordse Oorlog
Begin 18e eeuw, toen het Russische rijk te maken kreeg met de Grote Noordse Oorlog, besloot Peter I het Russische leger te reorganiseren en zijn controle over het rijk te versterken. Volgens Mazepa bracht dit de machtspositie van het hetmanaat in gevaar. Nu de Kozakken ook onder zijn bevel vielen, liet Peter hen niet alleen Rusland verdedigen, maar ook buiten Rusland deelnemen aan oorlogen. Daar ze niet waren getraind om te vechten tegen de modernere Europese legers, leden de Kozakken grote verliezen. De hetmannen, waaronder Mazepa, voelden daarbij dat ze hun machtspositie verloren.

### Overloper

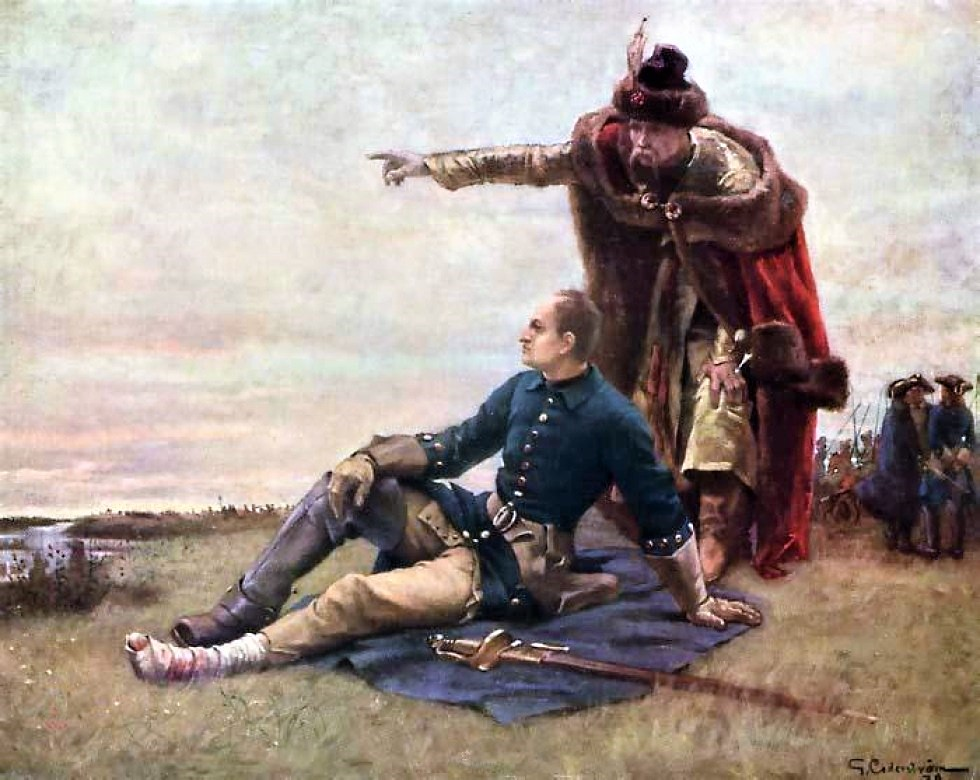
Karel XII van Zweden en Mazepa bij de Dnjepr na de Slag bij Poltava

De laatste druppel kwam toen Peter weigerde om de Kozakken te helpen met de verdediging van Oekraïne tegen de Poolse Koning Stanislaus Leszczyński, een bondgenoot van Karel XII van Zweden. Deze dreigde het hetmanaat in 1708 aan te vallen. Volgens Mazepa was dit verraad van Peter in strijd met het verdrag van Perejaslav. Samen met de Kozakken die bereid waren hem te volgen, liep hij op 28 oktober 1708 over naar de legers van Polen en de Zweden. Slechts 3000 kozakken volgden zijn voorbeeld. De anderen bleven trouw aan hun tsaar en kozen een nieuwe hetman. De Russen waren echter woedend over Mazepa’s beslissing en openden de aanval op een aantal Kozak-steden waaronder de hoofdstad Batoeryn. 

### Laatste gevecht
De Zweedse en Russische legers kwamen in 1709 met elkaar in conflict. In juni leidde dit tot de Slag bij Poltava, waar ook Mazepa aan deelnam. De Russen wonnen, wat een einde maakte aan Mazepa’s hoop om Oekraïne te laten aansluiten bij Zweden. Mazepa vluchtte samen met Karel XII naar het Turkse fort in Bender, waar Mazepa korte tijd later stierf.

## Nasleep

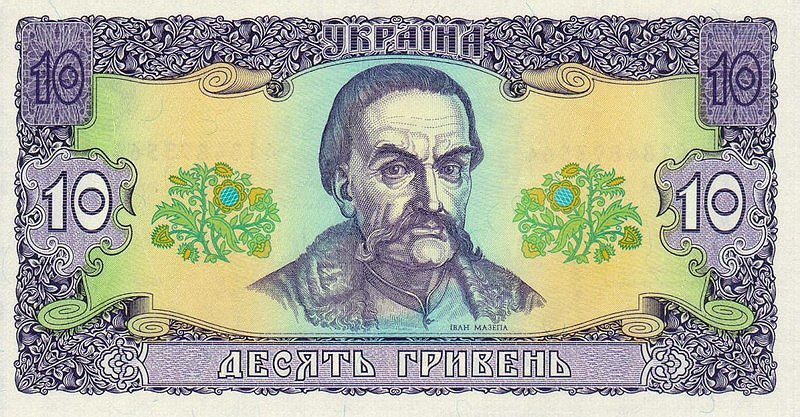
Ivan Mazepa afgebeeld op een oud 10 Grivna-biljet.

Mazepa's beslissing om zijn banden met het Russische rijk te verbreken en de kant van de Zweden te kiezen, werd door de tsaar gezien als verraad tegenover het verdrag van Perejaslav. Anderen beweren echter dat het de Russen zelf waren die het verdrag eerst schonden door te weigeren de Kozakken te helpen toen hun thuisland werd bedreigd. In de Russische geschiedenis kwam Mazepa echter bekend te staan als een oneervolle verrader. De Russisch-orthodoxe Kerk excommuniceerde hem. Een positieve blik op Mazepa was in de Sovjet-Unie zelfs verboden. 
Tijdens de jaren van Perestrojka verschenen echter vele nieuwe historische werken waarin Mazepa in een positiever beeld werd bekeken. Na de onafhankelijkheid van Oekraïne in 1991 werd Mazepa daar uitgeroepen tot nationale held. In 2009 werd daar de presidentiële onderscheiding het Ivan Mazepa-Kruis ingesteld die naar hem vernoemd is.

## Mazepa in culturele werken
De historische gebeurtenissen rondom Mazepa’s leven hebben veel literaire en muzikale werken geïnspireerd. 
- Lord Byron - Mazeppa, gedicht (1818)
- Aleksandr Poesjkin - Poltava, gedicht (1828-1829)
- Victor Hugo - Mazeppa, gedicht (1829)
- Juliusz Słowacki - Mazeppa, gedicht (1840)
- Franz Liszt - Mazeppa, symfonisch gedicht (1851) en Études d'Exécution Transcendante nr 4.
- Pjotr Iljitsj Tsjajkovski - Mazeppa, opera (1881-1883)
- Michael Balfe. "The Page", cantate (1861).
- Taras Sjevtsjenko
- Kondraty Rylejev
- "Een gebed voor Mazepa": een Oekraïense film uit 2002.